# Італо Дуарте
Італо Дуарте (порт. Ítalo Duarte, 13 березня 1992) — бразильський плавець.
Учасник Олімпійських Ігор 2016 року.
Призер літньої Універсіади 2017 року.